# FK Mordovija Saransk

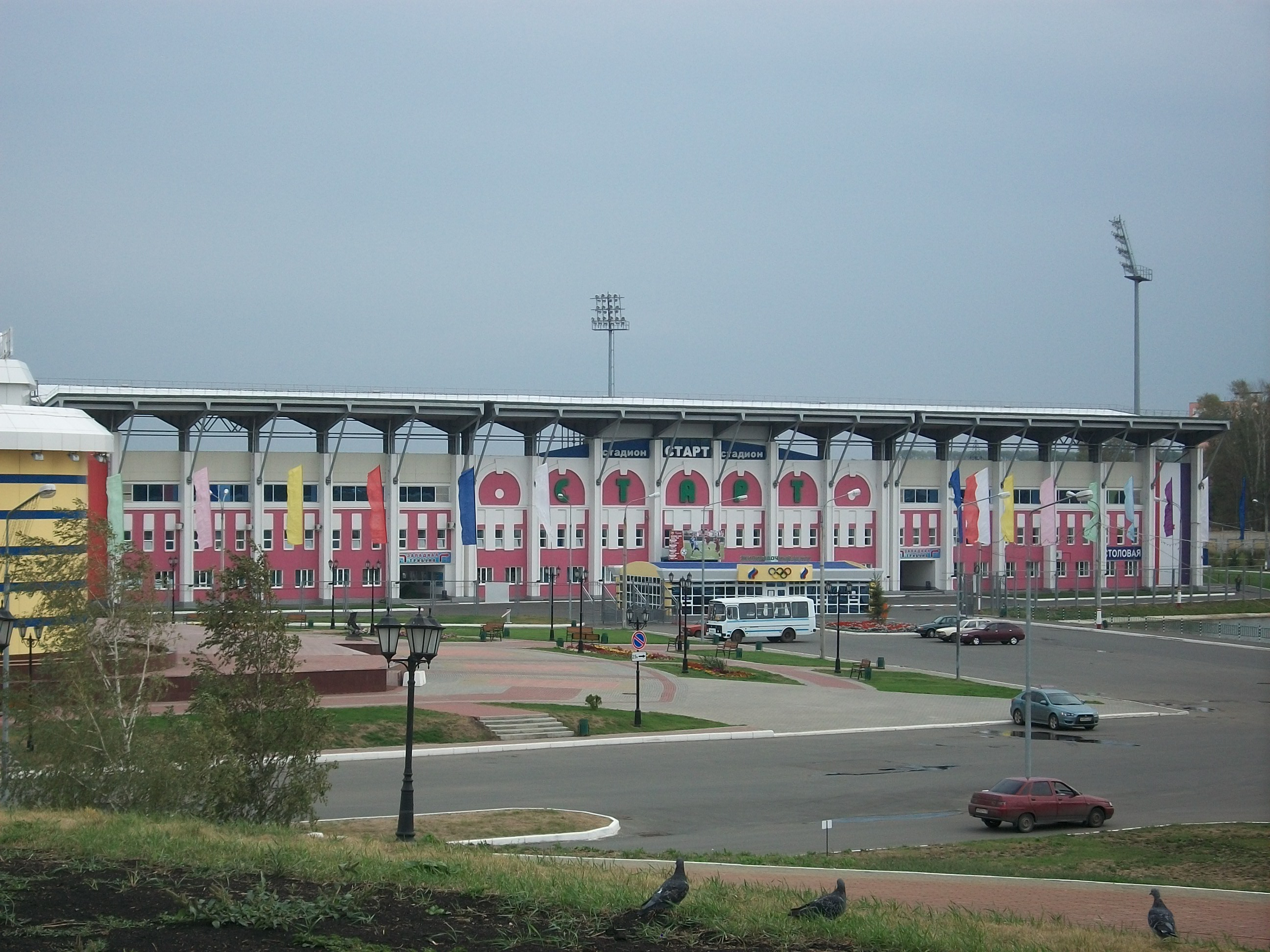
Stadion Start v roce 2010

FK Mordovija Saransk (rusky Футбольный клуб «Мордовия») byl ruský fotbalový klub ze Saransku v Mordvinsku. Byl založen v roce 1961. Vznikl v roce 2005 fúzí klubů FK Biochimik-Mordovija a FK Lisma-Mordovia do FK Mordovija.
Své domácí zápasy hrál na stadionu Start s kapacitou cca 11 500 míst.
Klubové barvy byly červená a modrá.
V sezoně 2014/15 hrál ruskou nejvyšší ligu.
Kvůli dluhům se klub v roce 2020 nepřihlásil do soutěží a přišel o profesionální licenci.